# Yu Shan
Yu Shan (in cinese 玉山, pinyin Yùshān, detta anche Montagna di Giada) con i suoi 3952 m.s.l.m di altezza, è la cima più elevata di Taiwan e quarta vetta al mondo situata su un'isola. 

## Ambiente
I versanti settentrionali ospitano foreste miste con un importante endemismo, Picea morrisonicola, e una rara varietà di pino (Pinus armandii var. mastersiana).

## Clima
| Yu Shan (1991-2020) Fonte:       | Mesi         | Mesi         | Mesi         | Mesi         | Mesi        | Mesi        | Mesi        | Mesi        | Mesi        | Mesi        | Mesi         | Mesi         | Stagioni | Stagioni | Stagioni | Stagioni | Anno    |
| Yu Shan (1991-2020) Fonte:       | Gen          | Feb          | Mar          | Apr          | Mag         | Giu         | Lug         | Ago         | Set         | Ott         | Nov          | Dic          | Inv      | Pri      | Est      | Aut      | Anno    |
| -------------------------------- | ------------ | ------------ | ------------ | ------------ | ----------- | ----------- | ----------- | ----------- | ----------- | ----------- | ------------ | ------------ | -------- | -------- | -------- | -------- | ------- |
| T. max. media (°C)               | 4,6          | 4,5          | 6,4          | 8,7          | 11,2        | 12,9        | 14,4        | 14,0        | 14,0        | 13,9        | 10,6         | 6,7          | 5,3      | 8,8      | 13,8     | 12,8     | 10,2    |
| T. media (°C)                    | −0,5         | −0,2         | 1,4          | 3,6          | 6,0         | 7,4         | 8,0         | 7,8         | 7,4         | 6,6         | 4,1          | 1,2          | 0,2      | 3,7      | 7,7      | 6,0      | 4,4     |
| T. min. media (°C)               | −4,0         | −3,4         | −1,7         | 0,6          | 3,0         | 4,5         | 4,6         | 4,6         | 4,1         | 2,8         | 0,7          | −2,1         | −3,2     | 0,6      | 4,6      | 2,5      | 1,1     |
| T. max. assoluta (°C)            | 18,9 (2020)  | 20,5 (2021)  | 20,9 (2021)  | 23,2 (2021)  | 20,5 (2021) | 23,5 (2020) | 23,8 (2020) | 21,7 (2020) | 23,6 (2021) | 23,2 (2020) | 20,2 (2003)  | 16,8 (1988)  | 20,5     | 23,2     | 23,8     | 23,6     | 23,8    |
| T. min. assoluta (°C)            | −18,4 (1970) | −14,8 (1977) | −15,2 (2005) | −10,1 (2015) | −3,9 (1945) | −1,9 (1972) | −3,2 (1944) | −0,4 (1970) | −2,4 (2020) | −5,5 (1955) | −10,6 (1979) | −15,0 (1973) | −18,4    | −15,2    | −3,2     | −10,6    | −18,4   |
| Giorni di calura (Tmax ≥ 30 °C)  | 0,0          | 0,0          | 0,0          | 0,0          | 0,0         | 0,0         | 0,0         | 0,0         | 0,0         | 0,0         | 0,0          | 0,0          | 0,0      | 0,0      | 0,0      | 0,0      | 0,0     |
| Nuvolosità (okta al giorno)      | 3,7          | 4,5          | 5,0          | 6,1          | 5,8         | 6,4         | 6,2         | 5,9         | 5,2         | 4,2         | 3,9          | 3,6          | 3,9      | 5,6      | 6,2      | 4,4      | 5,0     |
| Precipitazioni (mm)              | 83,7         | 67,2         | 94,8         | 201,2        | 423,6       | 459,6       | 434,2       | 516,0       | 297,2       | 145,1       | 98,3         | 81,6         | 232,5    | 719,6    | 1 409,8  | 540,6    | 2 902,5 |
| Giorni di pioggia                | 6,8          | 6,9          | 7,8          | 13,1         | 18,7        | 18,0        | 18,1        | 18,4        | 14,4        | 10,1        | 8,2          | 6,5          | 20,2     | 39,6     | 54,5     | 32,7     | 147,0   |
| Umidità relativa media (%)       | 62,3         | 70,7         | 76,2         | 80,0         | 81,5        | 80,8        | 77,7        | 81,0        | 77,4        | 66,4        | 65,9         | 63,1         | 65,4     | 79,2     | 79,8     | 69,9     | 73,6    |
| Ore di soleggiamento mensili     | 207,0        | 158,7        | 151,0        | 139,4        | 133,8       | 135,9       | 171,3       | 150,8       | 158,5       | 213,6       | 199,7        | 197,1        | 562,8    | 424,2    | 458,0    | 571,8    | 2 016,8 |
| Pressione a 0 metri s.l.m. (hPa) | 641,1        | 641,1        | 641,9        | 642,7        | 642,9       | 643,1       | 643,1       | 642,4       | 643,3       | 644,4       | 644,3        | 642,6        | 641,6    | 642,5    | 642,9    | 644,0    | 642,7   |
| Vento (direzione-m/s)            | 6,5          | 6,5          | 5,7          | 5,1          | 4,8         | 5,2         | 5,0         | 4,8         | 4,6         | 4,3         | 5,1          | 6,0          | 6,3      | 5,2      | 5,0      | 4,7      | 5,3     |